# In Praise of Nothing
In Praise of Nothing is een documentairefilm uit 2017 van regisseur Boris Mitić.
De film draaide onder andere op het IDFA en werd in ingekorte versie uitgezonden door KRO-NCRV in het kader van 2Doc.

## Inhoud
Verteller Iggy Pop kruipt in de huid van (het) Niets, die op rijm het aardse bestaan observeert en becommentarieert. 

## Productie
62 Cameramensen schoten de beelden in 70 landen.